# W. S. Merwin

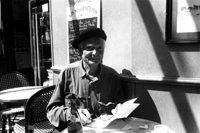
W. S. Merwin (ohne Fotograf, ohne Jahr, bitte Urheberrechte beachten)

William Stanley Merwin (* 30. September 1927 in New York City, New York; † 15. März 2019 auf Maui, Hawaii) war ein amerikanischer Schriftsteller und Übersetzer, der zweimal den Pulitzer-Preis für Dichtung erhielt.

## Leben
Der in New York als Sohn eines presbyterianischen Pfarrers geborene Merwin studierte Schriftstellerei und Romanistik an der Princeton University. Nach dem Studium reiste er durch Frankreich, England und schließlich Spanien, wo er 1950 auf Mallorca den Sohn von Robert Graves unterrichtete. Graves’ Vorliebe für Themen antiker Mythologie übertrug sich auf Merwin.
Ab 1951 arbeitete er in London als Übersetzer, bis er nach Amerika zurückkehrte, wo er sich der Lyrik widmete. Sein erster Gedichtband brachte ihm 1952 den Yale Series of Younger Poets Award ein. Weitere Gedichtbände in der stilistischen Tradition von unter anderen Wallace Stevens und Robert Graves folgten.
In den 1960ern begann Merwin mit lyrischen Formen zu experimentieren, was er in Essays wie On Open Form (1969) theoretisch untermauerte. Es kamen verstärkt Themen aus seinem eigenen Leben auf, wie etwa 1960 in The Drunk in the Furnace. 1971 erhielt er den Pulitzer-Preis für den im Vorjahr erschienenen Band The Carrier of Ladders. 1970 erschien auch seine Autobiographie The Miner’s Pale Children. Seine späten Jahre verbrachte Merwin auf Hawaii, wo in seinen Gedichte der Natur besondere Aufmerksamkeit zukommt. Bekannt war er jedoch für seine Gedichte, die sich, wie auch bei Robert Bly, Adrienne Rich, Allen Ginsberg oder Yusef Komunyakaa, mit dem Vietnam-Krieg befassten. 1977 erhielt er darüber hinaus den Bollingen-Preis für Poesie. Er wurde 1972 in die American Academy of Arts and Letters und 1993 in die American Academy of Arts and Sciences aufgenommen.
Nach dem 1998 veröffentlichten Versroman Folding Cliffs: A Narrative, erschienen 2006 unter dem Titel Summer Doorways weitere Memoiren. Er wohnte auf Maui in Hawaii und erhielt 2009 für The Shadow of Sirius zum zweiten Mal den Pulitzer-Preis für Poesie.
Seit dem Herbst 2010 war er der 17. Poet Laureate der USA. Er war der Nachfolger von Kay Ryan.

## Werke (Auswahl)
- A Mask for Janus (1952)
- Green with Beasts (1956)
- The Moving Target (1963)
- The Lice (1967)
- The Compass Flower (1977)
- Finding the Islands (1982)
- The Rain in the Trees (1988)
- Travels (1993)
- The Vixen (1996)
- Flower & Hand (1997)
- The River Sound (1999)
- The Pupil (2001)
- Migration: New & Selected Poems (2005)

in deutscher Sprache
- Nach den Libellen. Aus dem Englischen und mit einem Nachwort von Hans Jürgen Balmes. Edition Lyrik Kabinett bei Hanser, München 2018, ISBN 978-3-446-25818-1.
- Der Schatten des Sirius. Aus dem amerikanischen Englisch von Helmbrecht Breinig und Susanne Opfermann, Leipziger Literaturverlag, Leipzig 2017, ISBN 978-3-86660-226-7.